# Томас, Микалейн
Микалейн Томас (англ. Mickalene Thomas; род. 1971, Камден, Нью-Джерси, США) — современная американская художница.

## Образование
- 1998 Southern Cross University, Lismore, Австралия
- 1999 Yale Norfolk Summer of Music and Art, Норфолк
- 1995—2000 BFA, Институт Пратта, Бруклин
- 2001 Vermont Studios Center, Johnson, VT
- 2000—2002 MFA, Yale University School of Art, Нью-Хейвен
- 2002—2003 Studio Museum in Harlem, Нью-Йорк

## Личная жизнь
Микалейн Томас — открытая лесбиянка. Состоит в отношениях с Ракель Шевремон.

## Творчество
В своих картинах, фотографиях и коллажах Микалейн Томас отображает культурные и индивидуальные представления о женской идентичности. Томас создает произведения, которые представляют комплексное видение того, что значит быть женщиной и расширяет общепринятые определения красоты. Изображения в духе 1970-х излучают сексуальность, женщины в провокационных позах окружены китчевым декоративным орнаментом. Опираясь на долгое изучение истории искусства и классического жанра портрета, Томас дополняет их влиянием поп-культуры и поп-арта.

## Персональные выставки
- 2009 — She’s Come UnDone!, Lehmann Maupin Gallery (Нью-Йорк)
- 2008 — Girlfriends, Lovers, Still Lifes and Landscape, Rhona Hoffman Gallery (Чикаго)
- 2008 — Bloom Projects: Mickalene Thomas, What’s Love Got To Do With It?, Santa Barbara Contemporary Arts Forum (Санта-Барбара)
- 2007 — Mickalene Thomas, Susanne Vielmetter Los Angeles Projects, Culver City, CA
- 2007 — «The Unseen», Indianapolis Museum of Contemporary Art (Индианаполис)
- 2006 — «Something About You…» Rhona Hoffman Gallery (Чикаго)
- 2006 — «Brawlin’ Spitfire», Special Project, Dust Gallery (Лас-Вегас)